# Acritus madagascariensis
Acritus madagascariensis är en skalbaggsart som beskrevs av Schmidt 1895. Acritus madagascariensis ingår i släktet Acritus och familjen stumpbaggar. Inga underarter finns listade i Catalogue of Life.